# 特雷扎·德尔塔
特雷扎·德尔塔（葡萄牙語：Tereza Delta，1919年11月2日—1993年8月6日），巴西政治家，巴西首批女性市长。由于她在圣贝尔纳多-杜坎普市参议会的领导地位突出，该议会以她的名字命名。

## 政治生涯
1943年前后，德尔塔乔迁圣贝尔纳多，搬入当地一间农场居住。1946年年末至1947年初，她参与了艾迪马·德·巴罗斯的圣保罗州州长竞选活动。圣贝尔纳多当时糖、油等物资匮乏，特雷扎积极支持针对市政厅的抗议活动，公众对她反响热烈。艾迪马·德·巴罗斯当选州长后将市长华莱士·西蒙森开除，空出来的位置由特雷扎·德尔塔暂为顶替，直到该年年末新议员、新市长选出为止。
特雷扎·德尔塔以当时圣贝尔纳多有史以来最高得票纪录当选为市参议会议员，又在1948年至1951年担任议长，后转入州议会担任议员至1955年。这段时间里，她创办了该市第一所州立学校“Instituto de Educação João Ramalho”，为Maria Iracema Munhoz School Group盖了校舍，在安谢塔高速公路架设一座拱桥，并督导该市首座公立医院“Hospital Escola Anchieta”竣工。
1960年，她再次入选州议会，作为州立法议会的临时替补。从政坛隐退后，特雷扎开始经营小型公司。1993年8月6日逝世。